# Ecteinascidia faaopa
Ecteinascidia faaopa is een zakpijpensoort uit de familie van de Perophoridae. De wetenschappelijke naam van de soort werd voor het eerst geldig gepubliceerd in 1987 door het echtpaar Claude en Françoise Monniot.